# Liste de minéraux (lettre R)
Pour un article plus général, voir Liste de minéraux
- Radovanite
- Rameauite
- Rammelsbergite, utilisation comme minerai de nickel.
- Ramsbeckite, sulfate, couleur vert. Découvert en 1985 à Ramsbeck, Meschede, Sauerland, Rhénanie-Westpalie (Allemagne).
- Ranciéite
- Rapidcreekite
- Raslakite
- Raspite, utilisation métallurgie du tungstène.
- Rathite, sulfosel. Découvert dans le Binntal, Valais (Suisse).
- Rauenthalite
- Réalgar  As4S4
- Rectorite
- Reichenbachite
- Reniérite
- Retgersite
- Rhodium natif
- Rhodizite
- Rhodochrosite MnIICO3
- Rhodonite (Mn,Fe,Mg,Ca)SiO3
- Rhomboclase
- Rhönite
- Richelsdorfite
- Richtérite
- Riébeckite Na2(FeIIIFeII)Si8O22(OH)2
- Ringwoodite
- Ripidolite
- Rokühnite
- Rollandite
- Romanèchite
- Roméite
- Römerite
- Röntgenite-(Ce)
- Rosasite, carbonate. Découvert en 1908 à Rosas Mine, Sulcis, Sardaigne (Italie).
- Roschérite Ca2(MnII,FeII)5Be4(PO4)6(OH)4 • 6 H2O
- Roscoélite K(VIII,Al)2(AlSi3O10)(OH)2
- Rosélite Ca2(Mg,Co)(AsO4)2 • 2 H2O
- Rosickýite
- Rosiérésite
- Rossiérite
- Rösslerite
- Rouaïte
- Routhiérite
- Rozénite
- Rubicline
- Rubis  variété de corindon
- Russellite, utilisation métallurgie du tungstène
- Ruthénarsénite (Ru,Ni)As
- Ruthénium natif Ru(Ir,Os)
- Rutile TiO2